# Autoroute M1 (Hongrie)
Pour les articles homonymes, voir M1 et Autoroute de l'Ouest.
L'autoroute M1 est une autoroute hongroise qui relie Budapest à l'Autriche via Tatabánya, GyőrHegyeshalom-Nickelsdorf. Elle correspond aux routes européennes E 60 E 71 et E 75.

## Capacité
| Section                 | Capacité | Longueur |
| ----------------------- | -------- | -------- |
| Budapest, Budaörsi út - |          | 6 km     |
| - Hegyeshalom           |          | 159 km   |

## Routes Européennes
L’autoroute M1 est aussi :
| Numéro | Tracé                                            |
| ------ | ------------------------------------------------ |
| E60    | Sur toute sa longueur (Hegyeshalom - Budaörs M0) |
| E75    | Sur toute sa longueur (Lébény M15 - Budaörs M0)  |
| E65    | Entre l'échangeur (Lébény M15 - Mosonmagyaróvár) |